# Zalmoxis (revistă)
Zalmoxis a fost o revistă dedicată exclusiv istoriei religiilor, publicată în perioada 1938-1942 la Paris, în limba franceză, cu subtitlul Revue des études religieuses (Revistă de studii religioase), sub direcția lui Mircea Eliade. Revista a apărut în numai trei numere (1938, 1939, 1940-1942):
- Numărul 1 al revistei (1938, apărut, de fapt, în primăvara lui 1939) a fost cel mai amplu și mai consistent, beneficiind și de prestigioase colaborări din străinătate, precum Ananda K. Coomaraswamy (Filozofia artei medievale și orientale), Raffaele Pettazzoni (Corpul presărat cu ochi), C. Hentze (Cultul ursului sau al tigrului și T’ao-t’ie), Benjamin Rowland (Buddha și Zeul Soare), J. Przyluski (Cultul stindardului la sciți și în India), la care se adăugau de studii semnate de Mircea Eliade, Ioan Coman și Petru Caraman. Studiul-eseu despre Originea și evoluția credințelor în Europa Orientală, al lui Petru Caraman, este continuat și în al doilea volum.

- Numărul 2 al revistei (1939, apărut, de fapt, în toamna lui 1940) include studii de Ananda K. Coomaraswamy (Svayamatrnna: Ianua Coeli), Carl Clemen (Zalmoxis), Ioan Coman (Zalmoxis) și Mircea Eliade, cu două lucrări: Cărțile populare în literatura românească și Note asupra simbolismului acvatic.

- Numărul 3 al revistei (1940-1942), foarte „subțire” în comparație cu primele două, cuprinde, în principal, studiul lui Eliade despre Mătrăguna și miturile „nașterii miraculoase”. La acesta se adaugă o serie de eseuri, speculativ-etnologice și folcloristice, care însă nu au anvergura științifică a studiilor din celelalte volume, și anume Demonia naturii de Ovidiu Papadima, Satul românesc în timpul sărbătorilor religioase de iarnă de Gheorghe Focșa și Deceneu de Ioan Coman.

Al treilea volum a apărut abia în 1943. Intârzierea publicării primului volum a fost tot mai greu de recuperat de Frederic Geuthner, directorul editurii pariziene care l-a difuzat, ceea ce a dus în 1943 la imposibilitatea apariției celui de-al patrulea volum și, în cele din urmă, la întreruperea și apoi abandonarea proiectului.
Anul 1938 este anul nefast, Mircea Eliade fiind arestat și întemnițat, acuzat de apartenența sa la Mișcarea Legionară, cerându-i-se desolidarizarea. Urmează o perioadă grea pentru omul și scriitorul Mircea Eliade.
Într-o scrisoare adresată lui Cezar Petrescu, Mircea Eliade se destăinuiește:
„Fără îndoială, însă, că nu știai și nici nu bănuiai ce se întâmplă cu asistentul lui Nae Ionescu, umilul D-tale prieten. A fi asistentul lui Nae, se'nțelege, este deadreptul subversiv. A fi redactor la Cuvântul este chiar și mai grav. Cumulând aceste două culpe, eu și familia mea suntem necontenit păziți de agenți, de șase săptămâni. Cinci descinderi și percheziții, descinderi la proprietar, jandarmi pe stradă, sergent la poartă. Soția și copilul nostru nu mai au somn. De cinci zile, de când au venit "să mă ridice" - fără mandat, firește - eu sunt fugărit ca un vânat de lux, din casă în casă, din gară în gară, din oraș în oraș. Am de lucru, ca să-mi pot plăti chiria și coșnița, și nu pot lucra. M'am angajat să editez, în limba franceză, o revistă de studii religioase, Zalmoxis, și am primit de două luni șase studii de la savanți streini. Nu pot tipări revista pentru că nu mai găsesc fonduri. Și, mai ales, pentru că sunt urmărit ca un câine. Nu mă gândesc la mine; dar mă gândesc la țara noastră, pe care am angajat-o - ca un prost - la Collège de France, la Academia Italiană, la Oslo și Bruxelles, la Harward University și la Field Museum. Toți savanții aceștia mi-au trimis studii importante - pe care le-am arătat și lui Al. Rosetti, și lui C. R. Motru, etc. - și eu nu mai pot tipări Zalmoxis, pentrucă nu mai pot da pe-acasă, și dorm pe unde apuc. ”— Dumitru Hîncu, 2004 
În memoriile sale, Mircea Eliade scria despre motivele care l-au determinat să editeze această revistă:
„Mă hotărîsem să scot Zalmoxis, în speranța că, pe de o parte, voi încuraja studiile de istorie a religiilor în România, iar, pe de altă parte, voi promova rezultatele cercetătorilor români, publicîndu-le într-o limbă de mare circulație. Nu exista nici o catedră de istorie a religiilor la facultățile de litere și filosofie, deși Vasile Pârvan, Nae Ionescu, iar, de cîțiva ani, eu însumi, ținuserăm cursuri de istorie a religiilor. Mă interesa, de asemenea, «deprovincializarea» studiilor de folclor și etnologie comparată în România. Îmi propuneam să silesc folcloriștii români să ia în serios valoarea istorico-religioasă a materialelor pe care le adunau și le utilizau; să treacă, adică, de la faza filologică la momentul hermeneutic. ”— Mircea Eliade, Memorii  

## Restitutio
În anul 2000, Editura Polirom a publicat cartea Zalmoxis. Revista de studii religioase Volumele I-III (1938-1942). Publicată sub direcția lui Mircea Eliade. Ediția, de 495 de pagini, a fost îngrijită de Eugen Ciurtin, care a scris și un studiu introductiv, note și addenda, iar traducerea din limba franceză a fost realizată de Eugen Ciurtin, Mihaela Timuș și Andrei Timotin.